# Тункинска котловина
Тункинската котловина (на руски: Тункинска котловина) е по-високо разположена част от Байкалската рифтова зона, към която спадат езерата Байкал и Хьовсгьол. Котловината е система от междупланински понижения в западната част на Република Бурятия, разположена между хребетите Тункински Голци на север и Хамар-Дабан на юг, части от планинската система Източни Саяни. Сеизмична зона.
Простира се от запад на изток на протежение около 200 km и ширина от 20 km на запад до 40 – 50 km на изток. Надморската ѝ височина варира от 1400 m на запад до 500 – 600 m на изток. Цялата котловина се състои от редица самостоятелни котловини, разделени с ниски възвишения – Мондинска (най-западна и най-висока), Хойтоголска, Туранска, Тункинска и Торска (най-източна и най-ниска). По дъната на всичките котловини протича река Иркут (ляв приток на Ангара), в която отляво и отдясно се вливат многобройни къси и бурни притоци. В цялата котловина преобладават степните (в голямата си част са обработваеми земи) и лесостепните ландшафти, тук-таме обрасли с редки лиственично-брезови и борови гори. На по-високите участъци, върху ливадно-подзолисти почви са развити паркови лиственични гори. Отглеждат се зърнени култури и е развито месо-млечното животновъдство.

## Топографска карта
- Топографска карта М-47-Б, М 1: 500 000[2]
- Топографска карта М-48-А, М 1: 500 000[3]